# Малбери (Оклахома)
Малбери (енгл. Mulberry) насељено је место без административног статуса у америчкој савезној држави Оклахома.

## Демографија
По попису из 2010. године број становника је 138.
| Група             | 2000.    | 2010.      |
| Белци             | 0 (0,0%) | 32 (23,2%) |
| Афроамериканци    | 0 (0,0%) | 2 (1,4%)   |
| Азијати           | 0 (0,0%) | 0 (0,0%)   |
| Хиспаноамериканци | 0 (0,0%) | 10 (7,2%)  |
| Укупно            | 0        | 138        |